# Оксалат лантана(III)
Оксалат лантана(III) — неорганическое соединение, соль металла лантана и щавелевой кислоты с формулой La2(C2O4)3, бесцветные кристаллы, не растворимые в воде, образует кристаллогидраты.

## Получение
- Действие на растворимые соли лантана избытком щавелевой кислоты:

{\displaystyle {\mathsf {2La(NO_{3})_{3}+3(COOH)_{2}\ {\xrightarrow {}}\ La_{2}(C_{2}O_{4})_{3}\downarrow +6HNO_{3}}}}

## Физические свойства
Оксалат лантана(III) образует бесцветные кристаллы, плохо растворимые в воде.
Образует кристаллогидраты состава La2(C2O4)3•n H2O, где n = 1, 2, 3, 7 и 10.

## Химические свойства
- Кристаллогидрат разлагается при нагревании:

{\displaystyle {\mathsf {La_{2}(C_{2}O_{4})_{3}\cdot 10H_{2}O\ {\xrightarrow[{-H_{2}O}]{80^{o}C}}\ La_{2}(C_{2}O_{4})_{3}\cdot 7H_{2}O\ {\xrightarrow[{-H_{2}O}]{80-320^{o}C}}\ La_{2}(C_{2}O_{4})_{3}\ {\xrightarrow[{-CO,-CO_{2}}]{400^{o}C}}\ La_{2}O(CO_{3})_{2}\ {\xrightarrow[{-CO_{2}}]{800^{o}C}}\ La_{2}O_{3}}}}